# Stenoma latitans
Stenoma latitans es una especie de polilla del género Stenoma, orden Lepidoptera.
Fue descrita científicamente por Dognin en 1905.

## Distribución
Esta especie habita en Brasil.